# 波斯書法

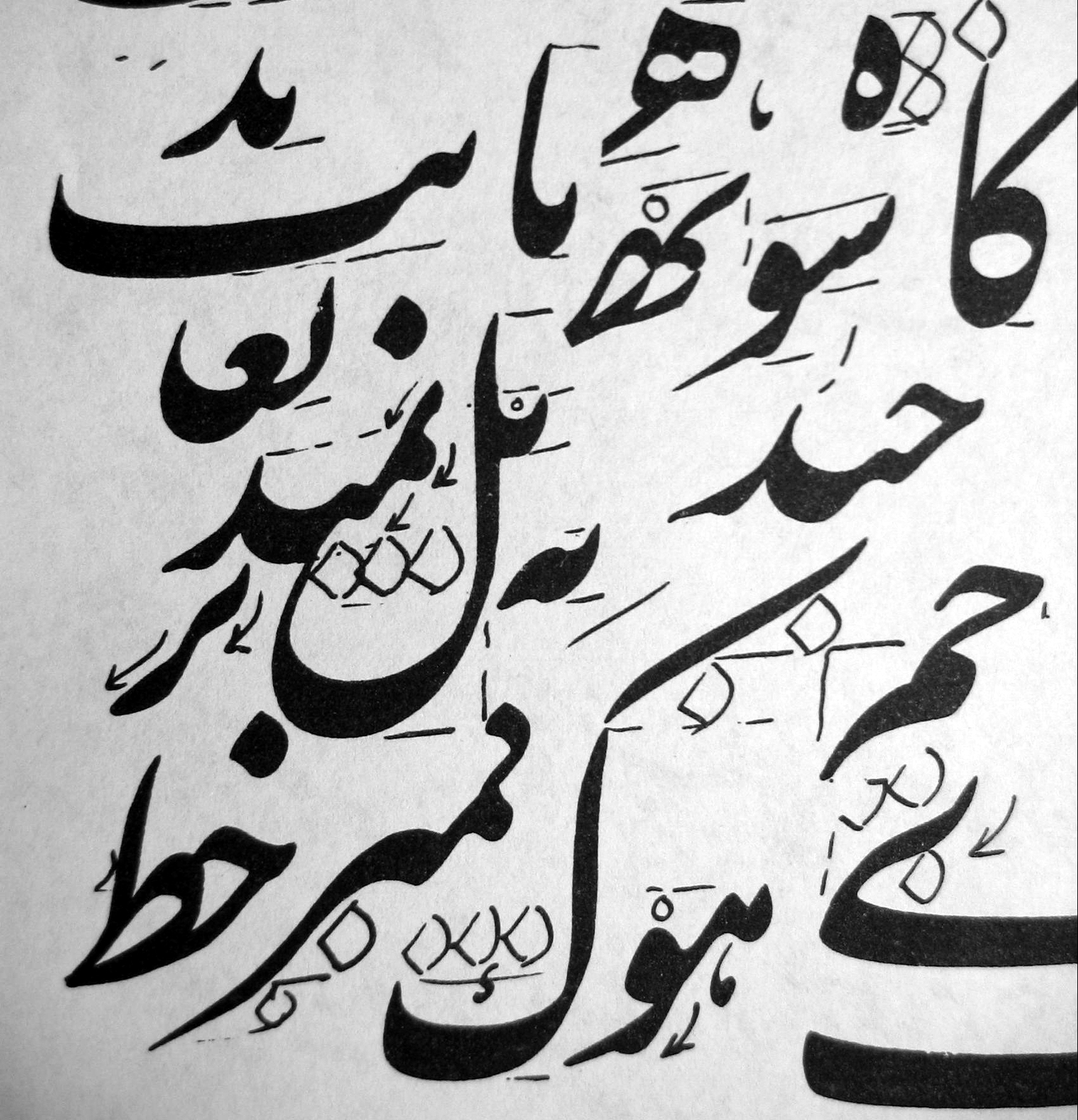
範例顯示波斯書法波斯體的比例規則.

波斯書法或伊朗書法（波斯語：خوشنِویسیِ ایرانی ）是指波斯語的書法。波斯書法是伊朗與阿富汗波斯語社區在伊朗歷史上最受尊敬的藝術之一。

## 歷史

### 波斯體的歷史
在7世紀伊斯蘭教傳入後，波斯人將阿拉伯字語母改寫為波斯語型態的字母，並發展出當代的波斯語字母。阿拉伯語字母有 28 個字母。伊朗人又添加了四個新字母，這造成波斯字母到目前有 32 個字母之多。
大約一千年前，伊本·穆格萊（波斯語：ابنِ مقله بيضاوی شيرازی ）和他的兄弟創造了六種伊朗書法，即“莫哈奇克”(Mohaqiq)、“雷漢”(Reyhan)、“索洛斯”(Sols)、“納斯赫”(Naskh)、“托奇”(Toqi)和“雷卡” (Reqa)。這些流派在波斯流行了四個世紀。公元7世紀（回曆），"哈桑·法西·卡特布"（Hassan Farsi Kateb）結合了“納斯赫”和“雷卡”的風格，發明了一種名為“塔利克”(Ta'liq)的波斯書法新流派。 14世紀，米爾·阿里·塔布里齊(Mir Ali Tabrizi)結合了他那個時代的兩大字體，即"納斯赫"與"塔利克"，創造了一種新的波斯書法風格，稱為“波斯體”(納斯塔利克；Nas’taliq；波斯體)。 [1]在過去的 500 年裡，波斯體（波斯語：نستعلیق (nastaʿlīq)；波斯拉丁字母的 Nastaʿlīq 被英語化為 Nastaleeq）一直是書寫波斯-阿拉伯文字的主要風格。
在 17 世紀"莫特薩·戈利·汗·沙姆盧"(Morteza Gholi Khan Shamlou)與"穆罕默德·沙菲·赫拉維"(Mohammad Shafi Heravi)創造了一種新的流派，稱為草書"納斯塔利克·舍卡斯特·納斯塔利克"(Nastaʿlīq Shekasteh Nastaʿlīq)（波斯語：شکسته نستعلیق ）。將近一個世紀後，當時的傑出藝術家"阿卜杜勒-馬吉德·塔萊卡尼"(Abdol-Majid Taleqani) 將這一流派提升到了最高水平。這種書法風格基本上基於與“波斯體”相同的規則。然而，草書 “波斯體”與其它的書法形式有一些顯著的區別：波斯體在書法的筆勢上提供更靈活的運展，並且字體稍微拉伸以及彎曲。"亞多拉·卡博利"(Yadollah Kaboli)是這種風格表現中最傑出的當代波斯書法家之一。

## 圖像

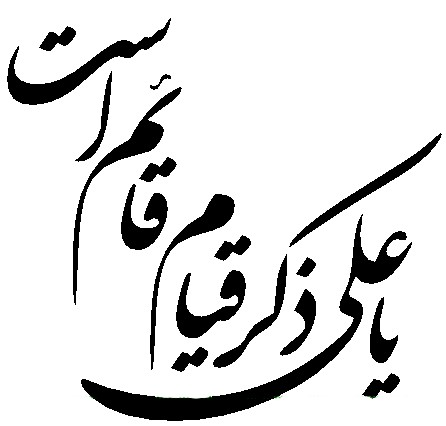
波斯書法。
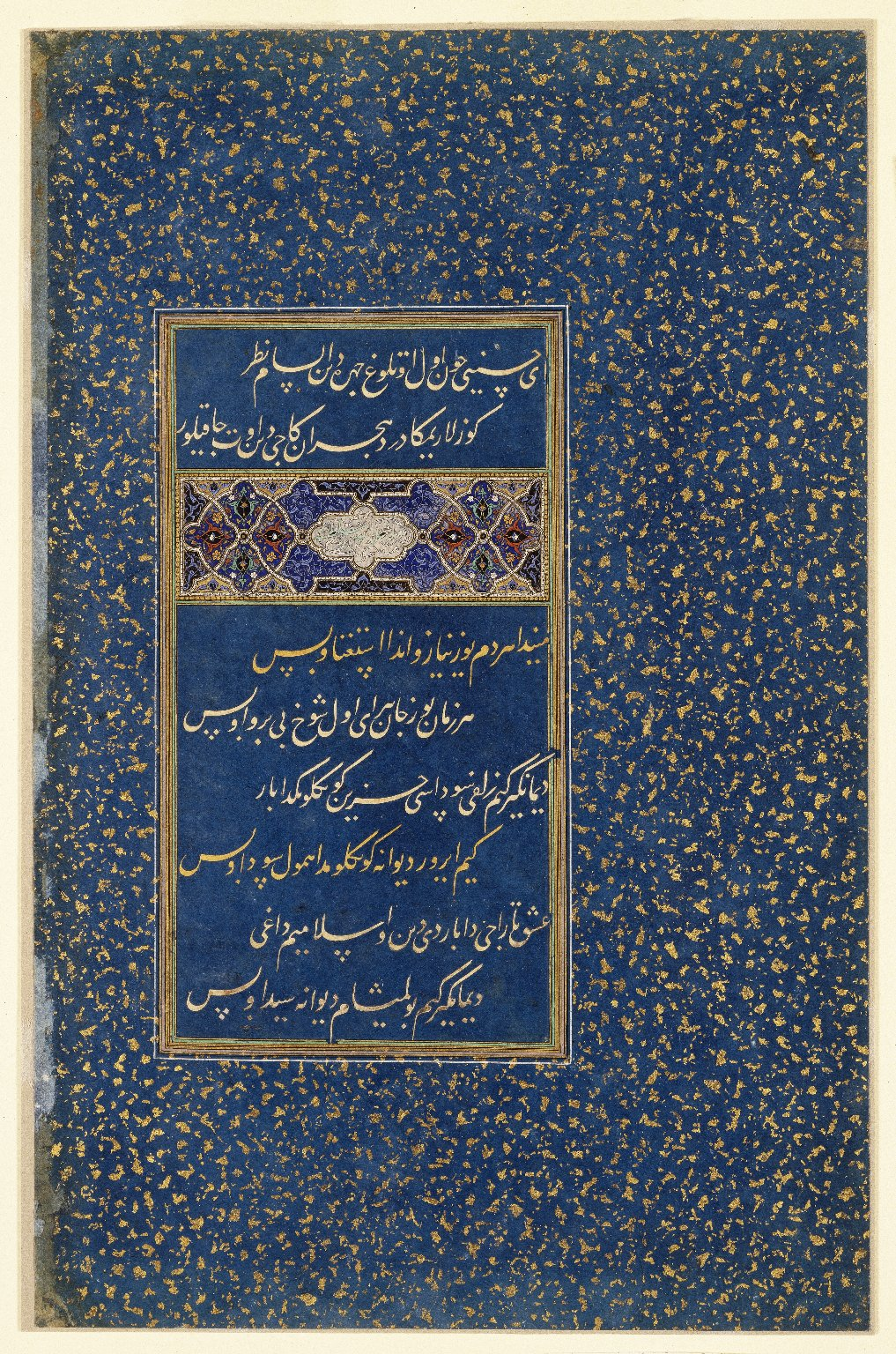
蘇丹"忽辛·拜哈拉"的迪萬詩歌對開本，約在1490年。布魯克林博物館
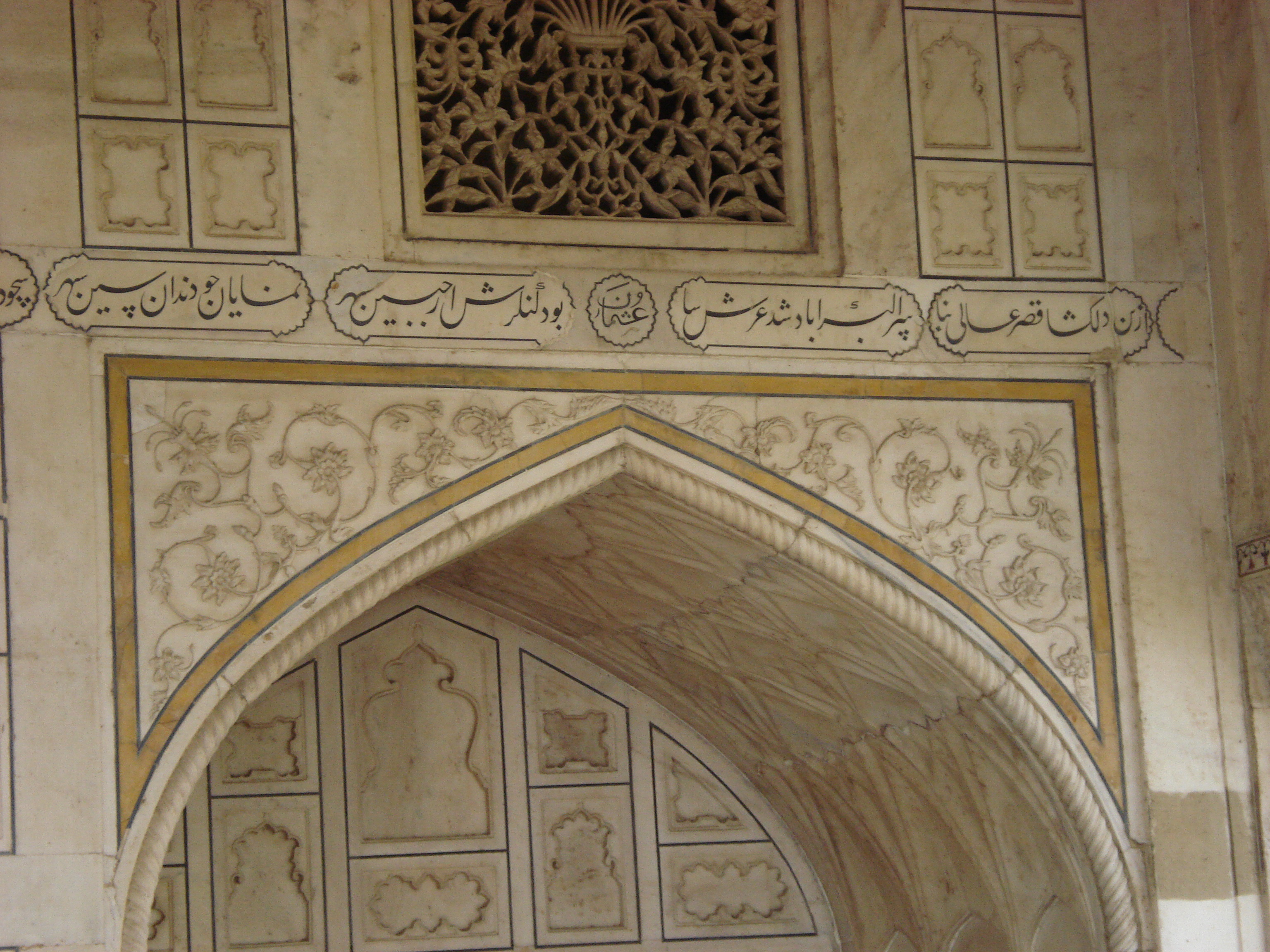
印度阿格拉堡大伊万上的波斯詩歌書法。
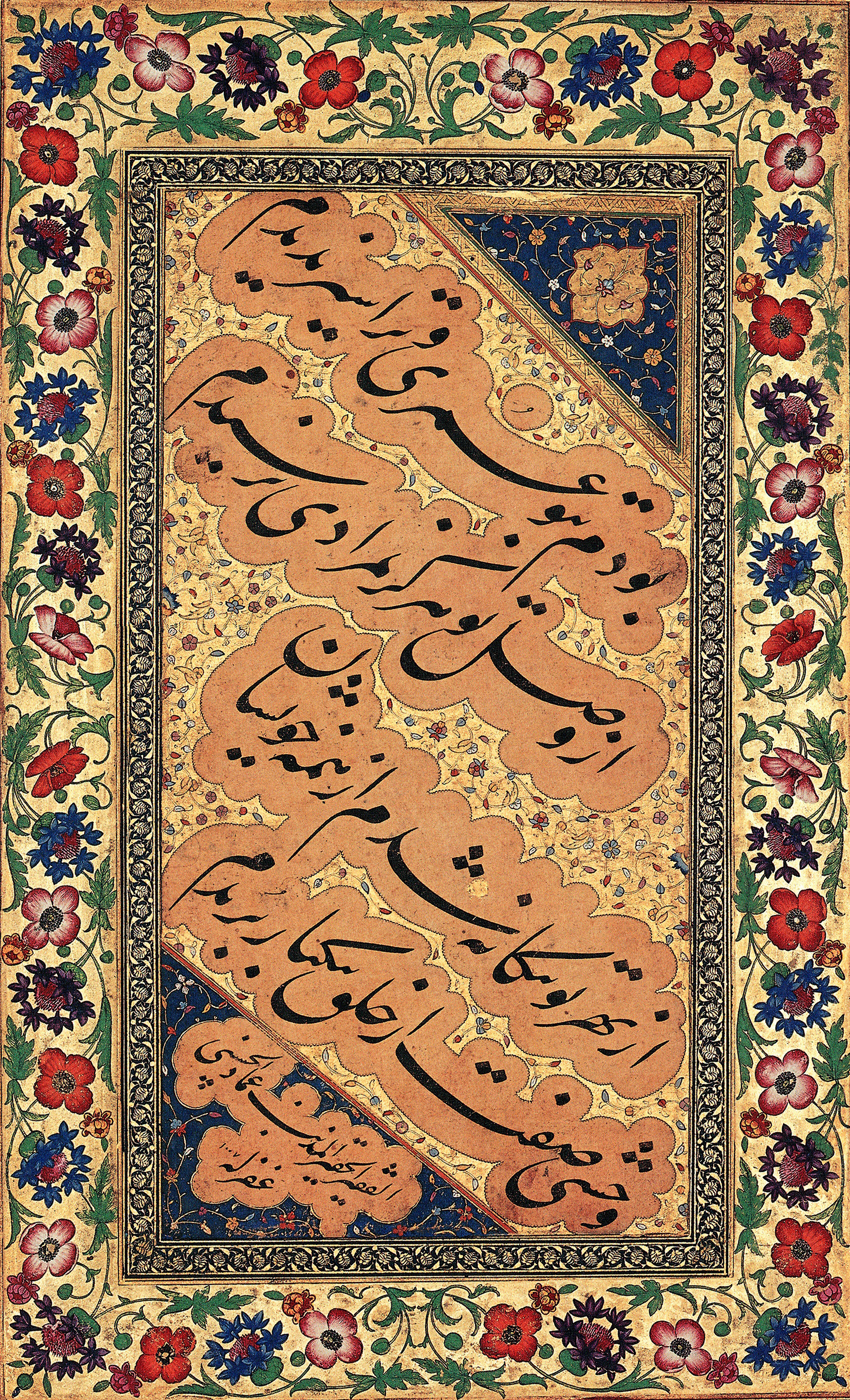
查利帕書法板，作者米爾·埃馬德·哈薩尼（英语：Mir Emad Hassani）。

## 參閱
- 書法
- 伊斯蘭書法
- 波斯書法家列表（英语：List of Persian calligraphers）
- 奥斯曼書法家列表（英语：List of Ottoman calligraphers）
- 阿拉伯書法(Arabic calligraphy)
- 印度書法(Indian calligraphy)

## 外部連結
- Ḡolām-Ḥosayn Yūsofī, Calligraphy, Encyclopaedia Iranica, at http://www.iranicaonline.org/articles/calligraphy （页面存档备份，存于）
- Brief history of Persian Calligraphy （页面存档备份，存于）
- About history of Persian Calligraphy and its different styles
- Anthology of Iranian Masters of Calligraphy （页面存档备份，存于）

template:Islamic calligraphy